# ベレスタ
ベレスタ（Bélesta、オック語:Belhestar、カタルーニャ語:Bellestar de la Frontera）は、フランス、オクシタニー地域圏ピレネー＝オリアンタル県のコミューン。フェヌイエード地方に属する。

## 由来

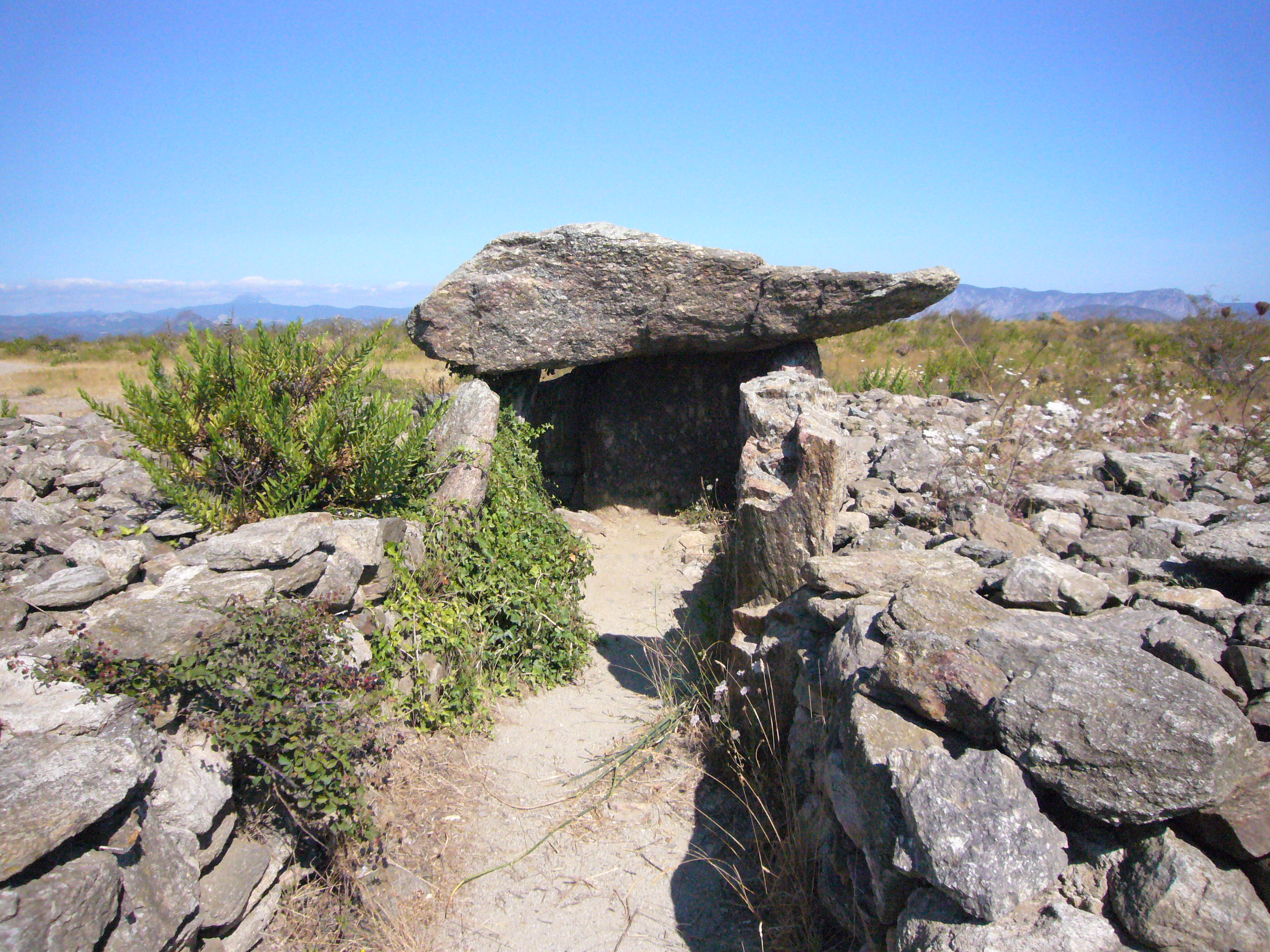
ベレスタのドルメン

カタルーニャ語での地名Bellestar de la Fronteraのラ・フロンテーラとは、13世紀から17世紀まで、村の北に1258年のコルベイユ条約で確定したフランス王国とアラゴン連合王国との国境が通っていたためである。この国境線は1659年のピレネー条約で廃止された。

## 人口統計
| 1962年 | 1968年 | 1975年 | 1982年 | 1990年 | 1999年 | 2006年 |
| ------ | ------ | ------ | ------ | ------ | ------ | ------ |
| 306    | 312    | 262    | 247    | 223    | 215    | 214    |

参照元:Insee · 